# Je chante avec toi Liberté
Je chante avec toi liberté est une chanson de 1981 écrite par Pierre Delanoë et Claude Lemesle et interprétée par Nana Mouskouri. Elle est basée sur un air d'un opéra de Giuseppe Verdi.

## Histoire de la chanson
Cette chanson de 1981 est écrite par Pierre Delanoë et Claude Lemesle pour Nana Mouskouri, en s'inspirant d'un air du chœur des esclaves hébreux, , arrangé par Alain Goraguer, et également connu sous le nom de Va, pensiero, tiré de l'opéra Nabucco de Giuseppe Verdi. Le texte et le titre reprennent aussi une expression déjà utilisée par Pierre Delanoë dans un autre titre écrit précédemment pour Nana Mouskouri, Quand tu chantes.
Des versions en d'autres langues que la langue française ont été ensuite créées, comme en anglais (Song for Liberty), en allemand (Lied der Freiheit), en espagnol : (Libertad) et en portugais (Liberdade).
Le disque s'est vendu à plus de 700 000 exemplaires en France, faisant de celui-ci un des plus gros succès de la chanteuse en France. Ce tube lui permet de reprendre des tournées internationales.
Les paroles, utilisant les termes de liberté, de solidarité, et de vérité, font que cette chanson a étét entonnée dans de nombreuses manifestations dans les rues, pour des causes diverses. « Quand tu chantes, je chante avec toi liberté. Quand tu pleures je pleure aussi ta peine. Quand tu trembles je prie pour toi liberté. Moi je crois que tu es la seule vérité. La noblesse de notre humanité. Je comprends qu'on meure pour te défendre.etc. »,.